# Нохлин, Линда
Линда Нохлин (англ. Linda Nochlin; 30 января 1931, Бруклин, Нью-Йорк — 29 октября 2017) — американский историк искусств. Доктор философии (1963), профессор-эмерит Института изящных искусств Нью-Йоркского университета, одна из ведущих специалистов в области изучения истории феминистского искусства.

## Биография
В 1951 году Нохлин получила степень магистра английского языка в Колумбийском университете. В 1963 году — степень доктора философии по истории искусств в Нью-Йоркском университете.
Линда Нохлин — автор 156 работ, собранных в 280 публикациях на 12 языках, в том числе известной статьи «Почему не было великих женщин-художниц?».
Нохлин опубликовала 156 работ на 12 языках, исследуя, как пол влияет на восприятия искусства. Кроме феминистической истории искусств, она известна своими работами на тему реализма, в частности по искусству Курбе.
Линда Нохлин умерла 29 октября 2017 года в возрасте 86 лет.

## Женщины в искусстве
Нохлин анализировала историю искусств через определение и отвергание методологических предубеждений. В течение всей своей профессиональной деятельности она была активной сторонницей такого подхода, в котором «историки искусств, исследующие работы, фокусируются на их смысле и обладают чувствительностью к их феминистскому духу».
В 1971 году журнал ArtNews опубликовал эссе Нохлин, которое стало началом целого раздела истории искусств как науки. Работа «Почему не было великих женщин-художниц?» исследовала причины того, что «величие» в артистических достижениях всегда было зарезервировано для гениев-мужчин, таких как Микеланджело. Нохлин утверждает, что социальные предубеждения, направленные против женщин, серьёзно занимающихся искусством, ограничения в образовании женщин в академиях искусств и «вся та романтическая, элитарная система, ориентированная на воспевание индивидуумов и печатание монографий, на которой основана профессия историков искусств», систематически препятствовали появлению великих художников-женщин.
Тридцатилетнюю годовщину своей революционной работы Нохлин презентовала на конференции в Принстонском университете в 2001 году. Книга, ставшая результатом конференции, включает эссе Нохлин «Почему не было великих женщин-художниц? Тридцать лет спустя». В рамках этой конференции и в книге историки искусств отметили инновационные работы таких фигур, как Луиза Буржуа, Ева Хесс, Франческа Вудман, Кэрри Мэй Вимс и Мона Хатум.